# Клод Пішуа
Клод Пішуа (фр. Claude Pichois; 21 липня 1925 року в Парижі — 12 жовтня 2004) — французький філолог-романіст, літературознавець.

## Біографія
З 1956 до 1961 року Пішуа працював викладачем в університеті Екс-ан-Прованса, а з 1961 до 1970 року обіймав посаду професора в Базельському університеті. Захистив габілітаційну дисертацію за двома темами «Філарет Шаль та літературне життя в добу романтизму» (2 т., Париж 1965) та «Образ Жана Поля Ріхтера у французькій літературі» (Париж 1963). З 1970 до 1977 року був професором Університет Вандербілта в Нешвілі (з 1982 до 1998 р. — Директор Центру Бодлера). З 1977 до 1979 року викладав у Намюрі, де заснував разом з Жаном Гійомом (1918—2001) Центр досліджень Жерара де Нерваля. 1979 року він перейшов на професорську посаду в університеті Сорбони, яку раніше займав Рене Етьємбль.
Шарль Бодлер, Жерар де Нерваль та Сідоні-Габріель Колет були центральними авторами його досліджень. Набув відомості як головний редактор монументальної історії французької літератури, написаної з літературознавчо-соціологічної перспективи, під назвою Littérature française (16 т. Париж, 1968—1979).
Пішуа був почесним доктором університетів Нойшателя (1983), Дубліна, Трініті-коледжу (1984) та Левена (1999).

## Вибрані праці
- Образ Бельгії у ранцузькій літературі / L'Image de la Belgique dans les lettres françaises з 1830 по 1870 рік. Esquisse metodologique, Париж 1957
- Порівняльне літературознавство (з Андре-Мішелем Руссо) / La Littérature comparée, Париж, 1967; Нове видання з П'єром Брунелем та Андре-Мішелем Руссо T. Qu'est-ce que la littérature comparée?, Париж 1983 (німецька: порівняльна література). Вступ до історії, методів та проблем порівняльних досліджень, Дюссельдорф 1971)
- Бодлер. Дослідження та свідчення / Etudes et témoignages, Neuchâtel 1967, 1976
- (з Жаном Циглером) Бодлер. Біографія, Париж 1987 (англійська 1989; іспанська 1989; італійська 1990; німецька: Геттінген 1994)
- (з Ален Брюне) Колетт, Париж 1998, 2000
- (з Жаном-Полем Еві) Словник Бодлера, Tusson 2002
- (з Мішелем Бріксом) Словник Нерваля, Tusson 2006